# Acanthophorus serraticornis
Acanthophorus serraticornis  (лат.) — вид жуков-усачей из подсемейства прионин из монотипического рода Acanthophorus Audinet-Serville, 1832.

## Описание
Длина тела от 53 до 115 мм. Окраска изменяется от коричневой до чёрно-коричневой. Мандибулы плоские изогнутые, у самцов в два раза длиннее головы. Усики 12-ти члениковые. Ширина переднеспинки в два раза больше длины. Обитатели тропических лесов.

## Ареал
Распространён в Индии (штаты Раджастхан, Орисса, Джаркханд, Карнатака, Керала, Махараштра, Тамилнад) и на Шри-Ланке.

## Кормовые растения личинок
Кормовыми растениями личинок являются шелковица белая, мангифера индийская, сал, Manilkara hexandra, Bombax ceiba.